# 俄勒岡希爾 (北卡羅萊納州)
俄勒岡希爾（英語：Oregon Hill）是位於美國北卡羅萊納州羅京安縣的非建制地區。

## 地理
俄勒岡希爾所處的海拔為高於海平面238米（即781英呎），而該地所採用的時區為UTC-5，即北美东部时区（EST）。同時該地設有夏令時間，為UTC-5調快一小時，即UTC-4（EDT）。